# Silnice I/69
Die Silnice I/69 (tschechisch für: „Straße I. Klasse 69“) ist eine tschechische Staatsstraße (Straße I. Klasse). 

## Verlauf
Die Straße zweigt in der Stadt Vsetín (Wsetin) nach Südwesten von der Silnice I/57 ab und führt nach Vizovice (Wisowitz), wo sie an der Silnice I/49 endet.
Die Gesamtlänge der Straße beträgt rund 18 Kilometer.